# (981) Martina
(981) Martina es un asteroide perteneciente al cinturón de asteroides descubierto el 23 de septiembre de 1917 por Serguéi Ivánovich Beliavski desde el observatorio de Simeiz en Crimea.
Está nombrado en honor de Henri Martin, activista francés.
Martina forma parte de la familia asteroidal de Temis.